# غرتشمال تل كر (قيلاب)
غرتشمال تل كر (بالفارسية: گرتشمال تل‌کر) هي قرية تقع في قسم قيلاب الريفي، بمقاطعة أنديمشك التابعة لمحافظة خوزستان، إيران. يقدر عدد سكانها بـ 64 نسمة حسب الإحصاء السكاني الذي تمّ في عام 2006.